# Ớt Trinidad Scorpion Butch T

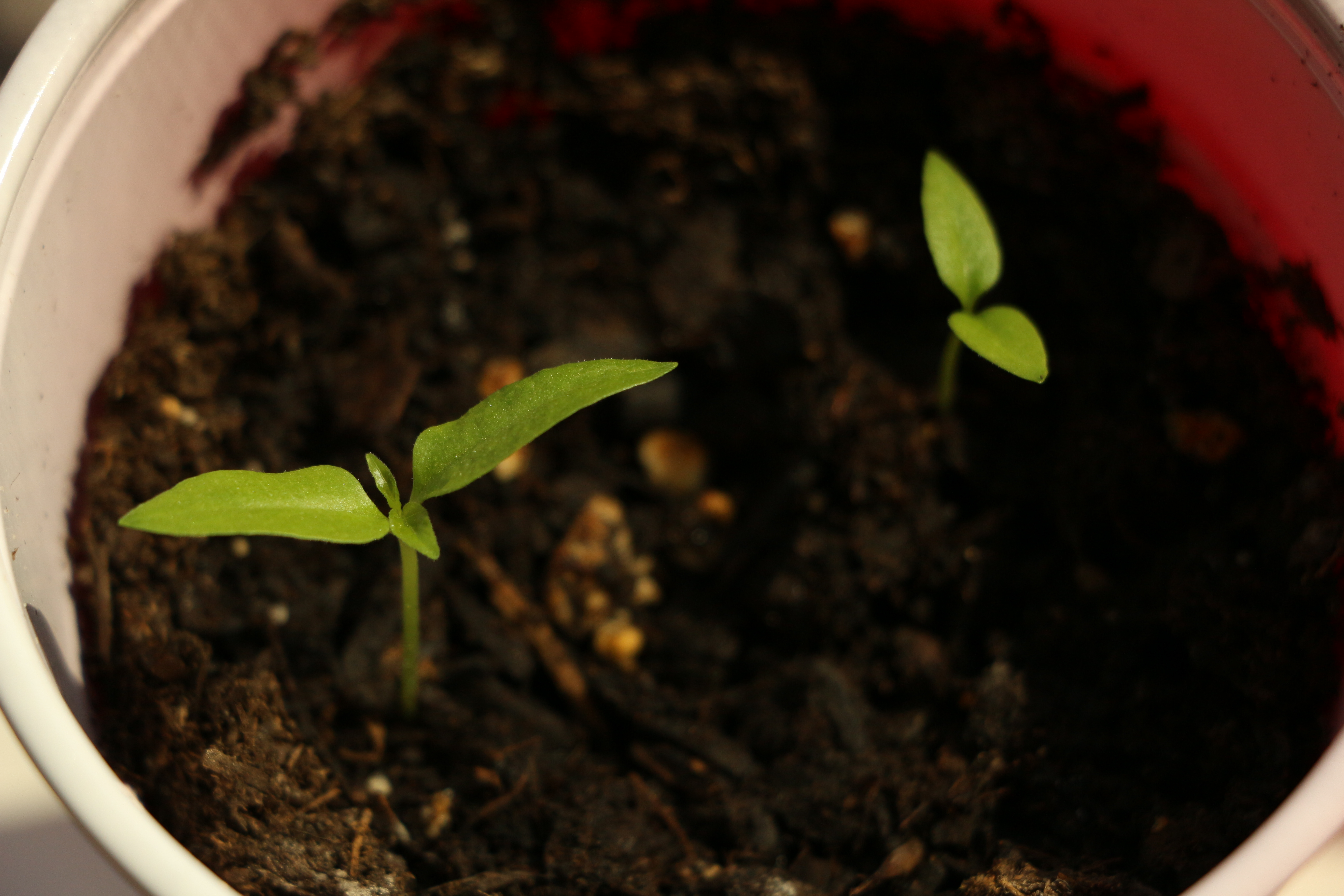
Chồi

Ớt Trinidad Scorpion Butch T là một giống Capsicum chinense trồng, một trong số những loại ớt cay nhất trên thế giới. Tên gọi của loại ớt này được bắt nguồn từ loài Ớt bò cạp Trinidad Moruga, là loài bản địa của Trinidad và Tobago.. Nó được đặt tên bởi Neil Smith từ Công ty Giống cây Hippy, sau khi nhận hạt giống từ Butch Taylor (chủ trang trại Zydeco Farmville ở Woodville / Crosby, Mississippi và một công ty nước sốt nóng), người chịu trách nhiệm nhân giống. "Ớt bọ cạp" được gọi là như vậy bởi vì đầu nhọn của quả được cho là giống như con ngòi châm của một con bọ cạp.

## Kỉ lục thế giới
Theo báo Guinness World Records, hạt tiêu bò cạp Trinidad 'Butch T', trong ba năm, đã xếp loại tiêu cay nhất trên thế giới theo tiêu chuẩn Sách kỷ lục Guinness . Một bài kiểm tra trong phòng thí nghiệm được thực hiện vào tháng 3 năm 2011 đã đo được một mẫu vật ở mức 1.463.700 đơn vị độ cay Scoville, chính thức xếp hạng nó là loại ớt cay nhất trên thế giới vào thời điểm đó. Một bí mật có thể cho nhiệt của ớt, theo một người trồng ớt, bón phân cho đất bằng nước tràn lỏng của trại nuôi giun. Vào tháng 8 năm 2013, kỷ lục thế giới Guinness công nhận Carolina Reaper là giống ớt cay nhất trên thế giới, ở mức 1.569.300 SHU.